# 卡塞尔行政区
卡塞尔行政区（Regierungsbezirk Kassel）是德国黑森州的3个行政区之一，位于该州的北部，首府为卡塞尔。卡塞尔行政区是黑森州面积最大的行政区。

## 行政区划
卡塞尔行政区下设6个县：
1. 富尔达县（Landkreis Fulda），首府富尔达（Fulda）
2. 赫斯费尔德-罗滕堡县（Hersfeld-Rotenburg），首府巴特黑斯费尔德（Bad Hersfeld）
3. 卡塞尔县（Landkreis Kassel），首府卡塞尔（Kassel）
4. 施瓦尔姆-埃德尔县（Schwalm-Eder-Kreis），首府埃夫策河畔洪贝格（Homberg (Efze)）
5. 瓦尔德克-弗兰肯贝格县（Waldeck-Frankenberg），首府科尔巴赫（Korbach）
6. 韦拉-迈斯讷县（Werra-Meißner-Kreis），首府埃施韦格（Eschwege）

卡塞尔行政区下设1个非县辖城市：
1. 卡塞尔市（Kassel）

卡塞尔行政区下设1个特殊地位城市（Sonderstatusstadt）：
1. 富尔达（Fulda）